# Harold Johnson
Harold B. Johnson (Nebraska, 17 de Março de 1931 – Arizona, 23 de Agosto de 2013) foi um professor norte-americano, especialista em História Luso-Brasileira.

## Biografia
Professor na Universidade da Virgínia, EUA, leccionou naquela universidade além de ensinar também na Universidade de Yale e na Universidade de Chicago.
É autor de muitas obras sobre a História do Brasil e de Portugal, entre as quais Camponeses e Colonizadores (Lisboa: Estampa, 2002) e O Império Luso-Brasileiro, 1500-1620 (de parceria com Maria Beatriz Nizza da Silva). O seu livro mais recente é Dois Estudos Polémicos onde apresenta hipóteses ousadas sobre a vida sexual de dois ícones da história portuguesa: o Infante D. Henrique e El-Rei D. Sebastião teriam sido homossexuais.